# 8543 Tsunemi
8543 Tsunemi este un asteroid din centura principală de asteroizi.

## Descriere
8543 Tsunemi este un asteroid din centura principală de asteroizi. A fost descoperit pe 15 decembrie 1993 la Ōizumi de Takao Kobayashi. El prezintă o orbită caracterizată de o semiaxă mare de 2,26 ua, o excentricitate de 0,17 și o înclinație de 4,3° în raport cu ecliptica.